# El Carmen (Ecuador)
El Carmen ist eine Stadt und ein Municipio in der Provinz Manabí von Ecuador. El Carmen ist der Sitz des Kantons El Carmen. Sie liegt im Tiefland westlich der Anden auf einer Höhe von etwa 230 m. El Carmen befindet sich 30 km westlich der Großstadt Santo Domingo de los Colorados. Die Fernstraße E38 führt von Santo Domingo de los Colorados über El Carmen nach Chone.  Die Hauptaktivitäten der Stadt sind Landwirtschaft (hauptsächlich Bananenanbau), Handel und Viehzucht.

## Demografie
Im administrativen Stadtgebiet von El Carmen leben 46.358 Einwohner. Die Bevölkerung bestand 2010 zu 77,7 % aus Mestizen, zu 6,1 % aus Weißen, zu 0,2 % aus Indigenen, zu 7,6 % aus Afroecuadorianern, zu 8,1 % aus Montubios und zu 0,3 % aus sonstigen Ethnien. Die Alphabetisierungsrate lag bei 93,8 % der Bevölkerung.
| Zensusjahr | Einwohnerzahl |
| ---------- | ------------- |
| 1982       | 11.928        |
| 1990       | 22.870        |
| 2001       | 33.382        |
| 2010       | 46.358        |

## Municipio
Das 782,1 km² große Municipio El Carmen umfasst zwei Parroquias urbanas: El Carmen und 4 de Diciembre (⊙). Im Municipio El Carmen lebten beim Zensus 2010 77.743 Einwohner.
Das Municipio El Carmen grenzt im Norden und im Osten an die Provinz Santo Domingo de los Tsáchilas, im Südosten an 
die Parroquias El Paraíso La 14 und Santa María, im Südwesten an das Municipio von Chone und an die Parroquia  Flavio Alfaro, im Westen an die Parroquia Wilfrido Loor Moreira sowie im Nordwesten an die Parroquia San Pedro de Suma.